# Курилко Олексій Леонідович
Олексі́й Леоні́дович Кури́лко (1 жовтня 1976, Київ, СРСР) — український актор, письменник, драматург та радіоведучий. Лауреат Гоголівської премії (2012), премії Максиміліана Волошина (2018), премії Бабеля (2019, 2022). Член Національної спілки письменників України (з 2015 року).

## Біографія
Народився 1 жовтня 1976 року у Києві.
У 1999 році він вступив до театру-студії імпровізації «Чорний квадрат» і з того часу є провідним актором театру, задіяним у більшості його вистав.
У студії театру «Чорний квадрат» вів заняття «Мистецтво брехні», «Чиста імпровізація», «Прес-конференція».
З 2001 року публікується в міжнародних літературних журналах, таких як «Райдуга», «Хрещатик» та ін.
У 2004 році дебютував у кіно у комедійному телесеріалі «Леся+Рома». З того часу постійно знімається в кіно, ситкомах, серіалах та гумористичних шоу, таких як: «Вечірній Київ», «Рюрики», «Насправді-шоу», «Бійцівський клуб», «КіС», «Матріархат» та ін.
У 2008—2009 pp. був ведучим ранкового розважального шоу ComedyFM на радіо EuropaFM.
У 2009 році отримав Російську премію за повість «Зборище невдах».
У 2010 році вийшла перша книга автора «Земля обертається зі скрипом».
У 2012 році отримав Гоголівську премію за повісті «Пара ненормальних явищ» та «У пошуках золотого тільця».
З 2013 року ведучий свого ранкового розважального шоу «Ранок у великому місті» на радіостанції «Nostalgie», стартувала авторська програма Олексія «Слово на захист геніїв та лиходіїв» на радіостанції «Nostalgie».
У 2014 році «УкрКіноХроніка» та режисер Данило Сирих зняли документальний фільм про Олексія Курилка під назвою "Земля обертається зі скрипом
У 2015 році  став членом Київської організації Національної спілки письменників України 
2018 року отримав Премію ім. Максиміліана Волошина за повість «Тераріум однодумців»
У 2019 році в Одеській міжнародній літературній премії ім. Ісаака Бабеля посів 2 місце за найкраще оповідання (новелу) «У пошуках…»
У 2022 році в Одеській міжнародній літературній премії ім. Ісаака Бабеля посів 1 місце за найкраще оповідання (новелу) «Все мине» 
У 2024 році в Національній бібліотеці України ім. Ярослава Мудрого відбулася презентація книги Олексія Курилко — «Війна, мир, кохання» 

## Режисер, автор і головний виконавець вистав театру "Чорний квадрат"

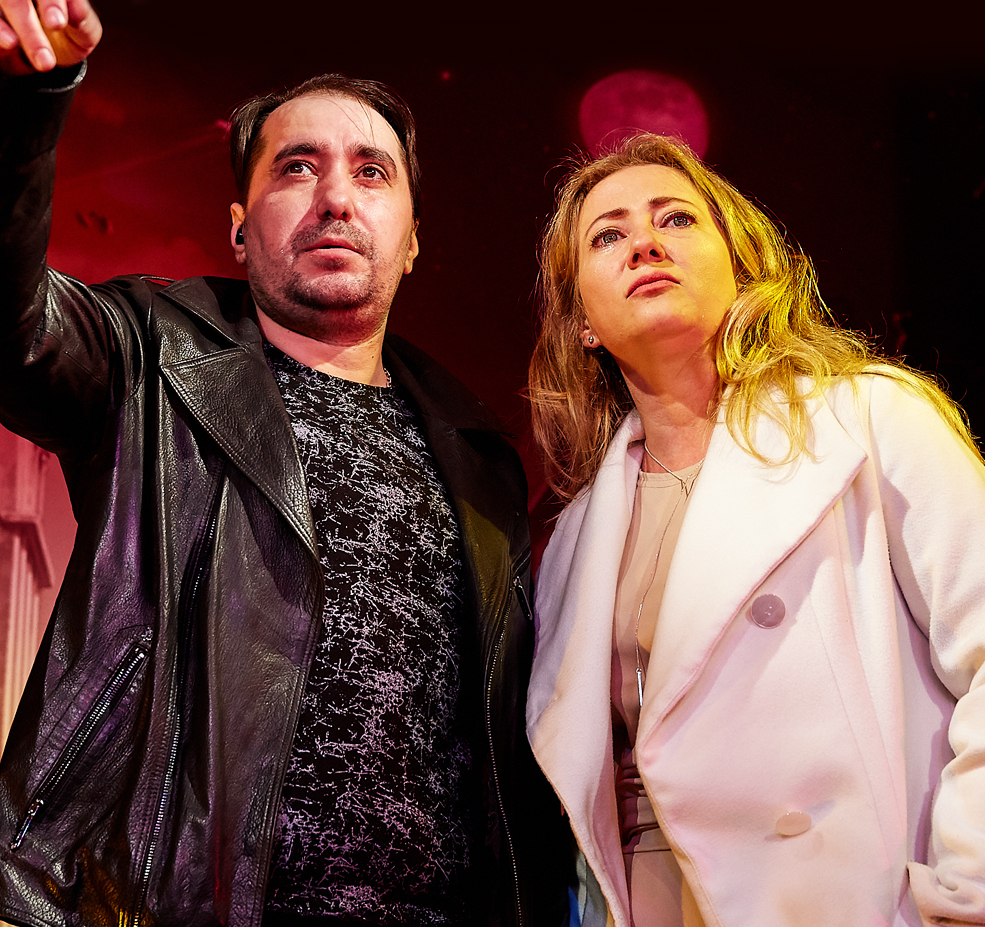
Авторська вистава Олексія Курилко "Шанс на втрачене кохання" театр "Чорний квадрат"

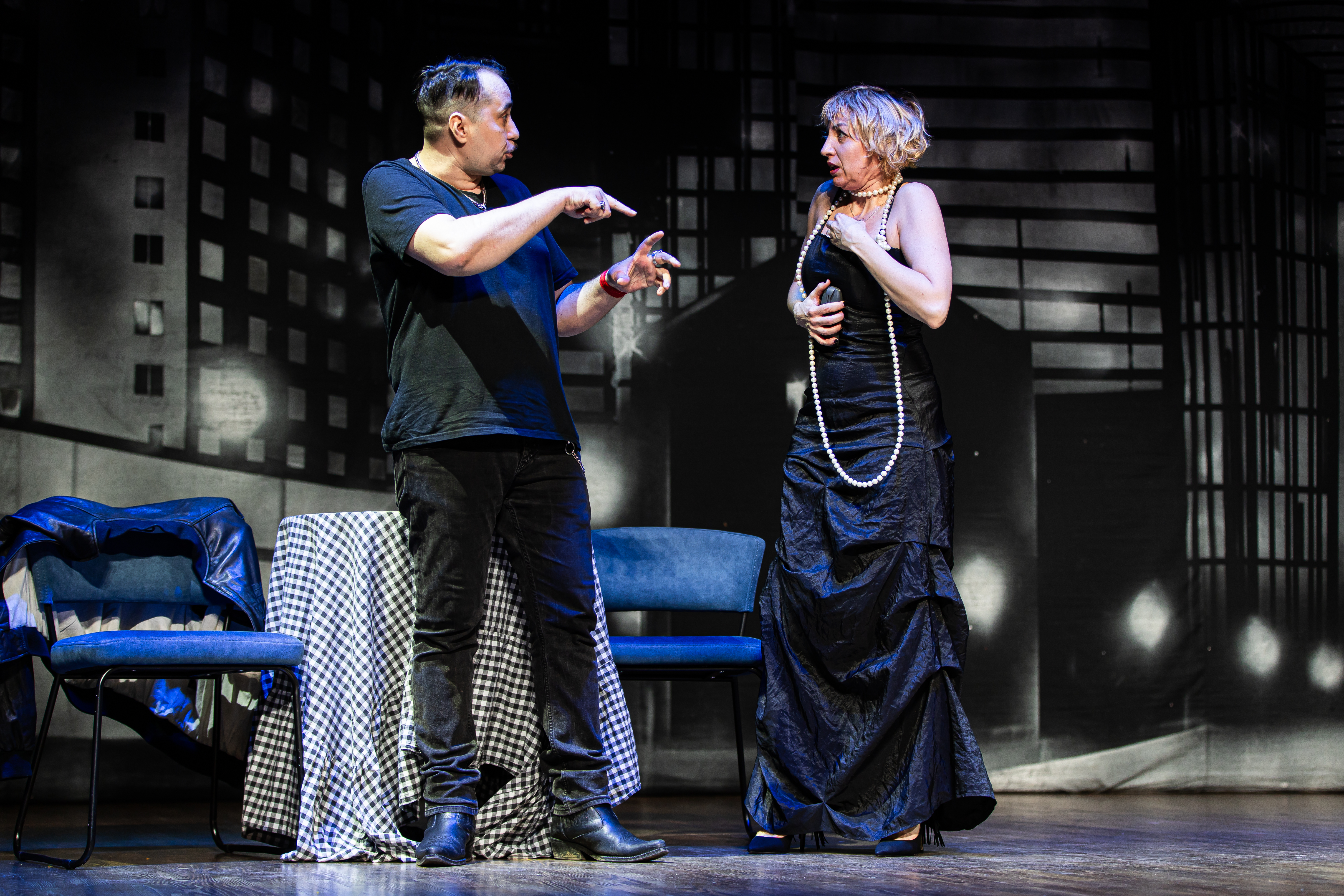
Авторська вистава Олексія Курилка з проекту «До та Після сексу” "Секс тимчасово у доступі" театр "Чорний квадрат"

## Книги
Курилко О. Л. Війна, Мир, Кохання / Відповідальний Р. Барков, Редактор Ю. Ковальський, Коректор Л. Гребельнік. — Київ : ТОВ "Сітон", 2024. — 205 с. — 1000 прим. — ISBN 978-966-2724-33-2.

## Вистави Олексія Курилко
- Вистава "Нижче поясу"
- Вистава "Ігри для дорослих"
- Вистава "Ідеальна зброя пристрасті"
- Вистава "Всі жінки продаються"
- Вистава "До та після сексу... з Курилко"
- Вистава "Шанс на втрачене кохання"
- Вистава "Хто кого хоче"